# Delosperma inconspicuum
Delosperma inconspicuum är en isörtsväxtart som beskrevs av L. Bol.. Delosperma inconspicuum ingår i släktet Delosperma, och familjen isörtsväxter. Inga underarter finns listade i Catalogue of Life.